# Scott Moninger
Scott Moninger (* 20. Oktober 1966 in Atlanta) ist ein ehemaliger US-amerikanischer Radrennfahrer.

## Sportliche Laufbahn
Scott Moninger sicherte sich 1989 seinen ersten Erfolg beim Redlands Bicycle Classics, welchen er auch 1995 nochmal gewinnen konnte. 1993 errang er zum ersten Mal einen Etappensieg bei der Herald Sun Tour. 1996 konnte er dort gleich zwei Etappen gewinnen und so auch die Gesamtwertung für sich entscheiden. Daraufhin wechselte er zu Navigators, wo er zwei Jahre fuhr, bevor er für vier Jahre zu Mercury ging. Seit 2004 steht Moninger bei dem US-amerikanischen Professional Continental Team Health Net-Maxxis unter Vertrag. Zuletzt gewann er 2005 die International Tour de Toona und den Cascade Cycling Classic. Im Jahr 2006 konnte er die Gesamtwertung der Tour of Utah für sich entscheiden. Nach der Saison 2007 beendete Moninger seine Karriere.
2002 wurde Moninger wegen Dopings ein Jahr gesperrt.

## Teams
- 1989 Team Crest
- 1990 Team Crest
- 1995 Coors Light
- 1996 Coors Light
- 1997 Navigators
- 1998 Navigators
- 1999 Mercury
- 2000 Mercury
- 2001 Mercury
- 2002 Mercury
- 2004 Health Net-Maxxis
- 2005 Health Net-Maxxis
- 2006 Health Net-Maxxis
- 2007 BMC Racing Team